# Ernst Pliwa
Ernst Pliwa (* 20. August 1857 in Lichtenwörth; † 12. September 1928 in Wien) war ein österreichischer Pädagoge und Architekt.

## Leben
Ernst Pliwa besuchte eine Oberrealschule in Wien und studierte von 1875 bis 1877 an der Technischen Hochschule Wien bei Heinrich von Ferstel und Karl König.
Ab 1877 arbeitete er am Technologischen Gewerbemuseum in Wien. 1884 wurde er Direktor an der Fachschule für Holzindustrie in Villach. 1898 übernahm er die Leitung des Fachschuldepartements des K.k. Ministeriums für Cultus und Unterricht.
Pliwa erwarb sich große Anerkennung als Reformator des österreichischen Schulwesens mit Verbesserungen zum Zeichen- und Modellierunterricht an den staatlichen kunstgewerblichen Lehranstalten sowie zur Reorganisation des gewerblichen Fortbildungsschulwesens.
Als Architekt wird er zur Fassadengestaltung und wohl auch zum Raumprogramm der Zentralberufsschule in Wien-Mariahilf genannt.

## Anerkennungen
- Ernst-Pliwa-Gasse in Villach
- Pliwagasse bei der Zentralberufsschule in Wien-Mariahilf